# Манес (цар)
Ма́нес (дав.-гр. Μάνεω) — міфічний цар Меонії, родоначальник династії Атіадів.
Син Зевса та Геї, перший цар держави Меонія, яка згодом стала називатися Лідією на честь манесового онука — Ліда. Чоловік океаніди Каллірої, від якої мав сина Котиса, батька Азія. Лідійці вважали, що саме на честь останнього була названа частина світу Азія. Наслідував йому інший син, Атіс. Згідно Плутарху Манес, або Маздес був царем Фригії, та від його імені пішло слово «маніка», яким фригійці називали дивовижні вчинки.